# Freakshow (film, 2007)
Pour plus de détails, voir Fiche technique et Distribution.
Freakshow est un film américain réalisé par Drew Bell, sorti en 2007. Il s’agit d’un remake non officiel du film Freaks de Tod Browning. Selon l’affiche du film et la pochette du DVD, Freakshow est interdit dans 43 pays, bien qu’il n’y ait aucune mention des pays qui l’ont interdit.

## Synopsis
Freakshow dépeint un gang de voleurs, travaillant comme agents de sécurité dans un cirque itinérant, qui complotent pour voler la fortune de leur riche propriétaire. Lucy, l’une des voleuses, tente de prendre la fortune par elle-même en séduisant le Boss et en l’épousant. Kimmie, la plus jeune membre du Freakshow, tombe sur quelques-uns des membres du gang qui volent de la nourriture et elle est assassinée par les voleurs. Lorsque le meurtre est découvert, les monstres complotent pour se venger. De diverses manières horribles, les voleurs sont assassinés par les monstres. Lucy tente d’échapper à la punition en jurant son amour pour le boss du carnaval. Les monstres l'épargnent en lui donnant un « acte » Freakshow qui fera d’elle un membre à part entière de leur troupe. Ils la mutilent, lui coupent la langue, lui cousent la bouche fermée, la déshabillent et lui coupent les membres avant de finalement l’exposer dans la galerie Freakshow en tant que « Worm Girl » (la fille ver).

## Distribution
- Christopher Adamson : Lon, le patron
- Rebekah Kochan : Lucy
- Dane Rosselli : Hank
- Mighty Mike Murga : Curtis le nain
- Jeffrey Allen : l’homme fort
- Diego Barquinero : l’homme-loup
- Jimmy Goldman : le Grand Riwami
- Sharon Edrei : Sherri
- Amy Dunton : Bobby-Bobbie
- Amanda Ward : Cannibal Girl
- McKenna Geu : La petite Kimmie
- John Karyus : Elephant Man
- Stefanie Naifeh : la femme à barbe
- Evan Block : Human Shadow
- Bill Quinn : Le chef (Legless Man)
- Etta Devine : Mongoloïde
- Ken Gardner : le clown
- Wayne Baldwin : le narrateur

## Production
Le film a été fortement inspiré par le film d’horreur Freaks de Tod Browning de 1932. Beaucoup d'acteurs du film étaient de véritables artistes de cirque et des acteurs handicapés, ce qui a également été inspiré par le film de Tod Browning.

## Versions
Freakshow est sorti en DVD le 30 janvier 2007. Il a ensuite été réédité en DVD par Echo Bridge Home Entertainment le 18 mai 2010.

## Accueil

### Réception critique
L’accueil critique du film a été principalement négatif. Horror News.net a donné au film une critique négative, déclarant : « Freakshow n’est pas un film que je recommande, non pas parce qu’il est controversé, mais parce qu’il est dilué et fade. Cela étant dit, je ne suis pas contre le fait de donner une autre chance au scénariste et/ou au réalisateur si je vois leurs noms sur un autre film. Nous faisons tous des erreurs, et j’espère que nous apprendrons de nos plus grosses ». Eat Horror a critiqué le film, qualifiant le jeu d’acteur et le scénario du film d'« horribles », critiquant également les personnages antipathiques du film et le gore exagéré.